# Jacques Berthier (Komponist)
Jacques Berthier (* 27. Juni 1923 in Auxerre, Frankreich; † 27. Juni 1994 in Paris) war ein Organist und Komponist in Paris.

## Leben

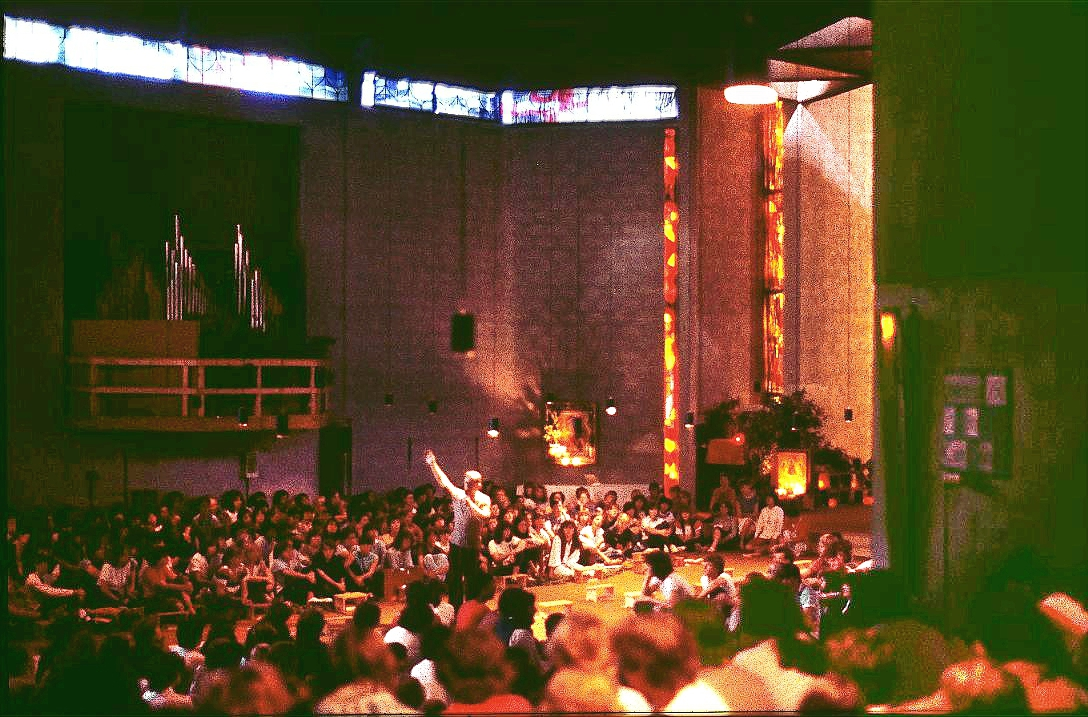
Probe der Gesänge in der Versöhnungskirche von Taizé, Pfingsten 1982

Berthier wuchs mit Musik auf; denn Vater und Mutter waren Organisten und Chorleiter. Dann heiratete er in eine Kirchenmusikerfamilie und studierte unter anderem bei seinem Schwiegervater Klavier, Orgel und Komposition. Von 1953 bis 1960 wirkte er zunächst ohne Bezahlung als Organist an der Kathedrale von Auxerre und seit 1961 an der St.-Ignatius-Kirche in Paris. Neben seiner Berufung übernahm er 1955 das Kurzwarengeschäft seines Onkels. 1955 ergab sich für ihn eine große  berufliche Chance, als ihn der Jesuit und Fachmann für Psalmen Joseph Gelineau (1920–2008) um Antiphonen bat, Berthiers erste Auftragskomposition und Veröffentlichung. Anschließend brachte Gelineau ihn in Verbindung mit der ökumenischen Gemeinde von Taizé. Als Katholik hatte Berthier Bedenken, für die Gemeinschaft zu arbeiten, und holte die Erlaubnis seines Erzbischofs ein.
Gemeinsam mit Frere Robert Giscard, einem der ersten sieben Mitglieder in Taizé, und Joseph Gelineau SJ entwickelte er seit 1974 das Genre „Gesänge aus Taizé“, jene einfachen und schönen Gesänge, die Jugendliche aus aller Welt mitsingen können. Als „Geburtsstunde“ der Gesänge von Taizé gilt das „Konzil der Jugend“ im Sommer 1974. Er komponierte für Taizé 284 (im Liederbuch von Taizé in der Ausgabe von 2010/11 finden sich 71) kurze, mehrstimmige Lieder mit Instrumentalbegleitstimmen, oft mit von Solisten gesungenen Überstimmen. Zu den bekanntesten zählen Laudate omnes gentes und Ubi caritas. (Hingegen stammt das oft fälschlich so bezeichnete Taizé-Halleluja nicht von ihm, sondern von Karen Lafferty.)
Im deutschen Sprachraum wurden einige Lieder von Jacques Berthier in das Gesangbuch Gotteslob aufgenommen, manche auch in das Evangelische Gesangbuch und ins Gesangbuch der Evangelisch-methodistischen Kirche. Jacques Berthier komponierte auch andere kirchenmusikalische Werke (wie Messen und Werke für Orgel) und kam auf insgesamt rund 1200 Titel, aber seine „Gesänge aus Taizé“ stellen vermutlich die am weitesten verbreitete zeitgenössische christliche Musik dar.
Berthier starb am 27. Juni 1994, in der Nacht zu seinem 71. Geburtstag, in Paris. Im Jahr 2006 wurde er posthum mit dem Jubilate Deo Award ausgezeichnet. Den Preis nahm stellvertretend Frere Jean-Marie von Taizé entgegen.

## Lieder im Taizé-Liederbuch
(Nummern beziehen sich auf das Liederbuch 2010/2011)
- 1: Dans nos obscurités
- 2: Wait for the Lord
- 3: Bleibet hier und wachet mit mir
- 5: Bless the Lord
- 6: Gloria ... et in terra pax (canon)
- 7: Notre âme attend
- 8: C’est toi ma lampe
- 9: Jésus le Christ
- 10: Laudate Dominum
- 11: Oculi nostri
- 12: De noche
- 13: Veni Creator (litanie)
- 14: Tui amoris
- 15: Ubi caritas
- 16: Bénissez le Seigneur
- 17: El Senyor
- 18: Confitemini Domino
- 19: Magnificat (canon)
- 20: Adoramus te Christe
- 21: Christe Salvator
- 22: Veni Creator (canon)
- 23: Laudate omnes gentes
- 24: Singt dem Herrn
- 25: Gloria, gloria (canon)
- 26: La ténèbre
- 29: Ostende nobis
- 32: Mon âme se repose
- 33: Nunc dimittis
- 35: Bonum est confidere
- 36: Spiritus Jesu Christi
- 37: Jesus, remember me
- 38: Psallite Deo
- 40: Surrexit Christus
- 41: Magnificat (choral)
- 43: Veni Lumen (choral)
- 44: Adoramus te O Christe
- 45: Christus resurrexit
- 46: In te confido
- 47: Per crucem (canon)
- 48: Crucem tuam
- 49: Surrexit Dominus vere
- 50: Nada te turbe
- 52: Veni Sancte Spiritus
- 53: Dona la pace Signore
- 54: Toi, tu nous aimes
- 55: Da pacem cordium
- 56: Sanctum nomen Domini
- 57: Vieni Spirito creatore
- 58: Misericordias Domini
- 60: O Christe Domine Jesu
- 61: Jubilate Coeli
- 63: Benedictus (canon)
- 65: Dona nobis pacem
- 68: Alleluia 4
- 69: Alleluia 7
- 70: Alleluia 8
- 71: Alleluia 10
- 72: Alleluia 11
- 79: Kyrie eleison 1
- 80: Kyrie eleison 5
- 81: Kyrie eleison 6
- 82: Kyrie eleison 8
- 83: Kyrie eleison 9
- 84: Kyrie eleison 10
- 85: Kyrie eleison 12
- 86: Kyrie eleison 13
- 92: Veni Lumen cordium I
- 93: Veni Lumen cordium II
- 117: Nebojte se
- 141: Bleib mit deiner Gnade
- 143: Jesus Christ bread of life – Eat this bread